# Nothodanis schaeffera
Nothodanis schaeffera is een vlinder uit de familie van de Lycaenidae. De wetenschappelijke naam van de soort is als Lycaena schaeffera voor het eerst gepubliceerd in 1821 door Friedrich Eschscholtz
De soort komt voor in de Filipijnen, Indonesië en Nieuw-Guinea.